# Давід Поппер
Давід Поппер (18 червня. 1843, Прага — 7 серпня 1913, Баден під Віднем) — чеський віолончеліст і композитор.

## Життєвий шлях
Освіту здобув у празькій консерваторії у Авґуста Юліуса Ґольтерманна.

## Родина
Давід Поппер з 1872 був одружений з піаністкою, ученицею Ліста Софі Ментер (Sophie Menter) (1846—1918). Із цього подружжя донька — Челесте (Celeste, нар. 1876). Після розлучення, він одружився 1886 р. на 23 роки молодшу за нього Ользі Льобль (Olga Löbl). 1887 р. народився син Лео (Leo), котрий 1911 р. помер. Ольґа Поппер загинула, як і багато членів сім′ї, у газових камерах нацистів.